# Diacamma cupreum
Diacamma cupreum é uma espécie de formiga do gênero Diacamma, pertencente à subfamília Ponerinae.